# 甲殼質

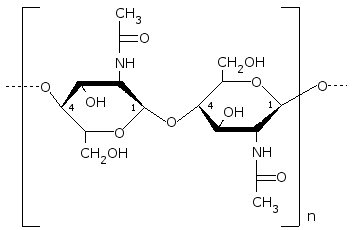
甲殼质分子結構。甲殼质是由兩個N-乙酰葡糖胺作為單元，於β-1，4位置重複串聯而成。

甲壳质（英語：chitin，IPA:/ˈkaɪtɪn/ ）又名甲殼質，分子結構 (C8H13O5N)n，是一种含氮的多醣，由多数经N-乙酰修饰的D-葡糖胺及少数D-葡糖胺形成线性的聚合物；存于节肢动物外骨骼、软体动物骨骼、真菌以及某些藻类细胞壁中。
甲壳质有许多异名：「幾丁聚醣」、「幾丁寡醣」、「甲殼素」或「殼多醣」，化學名為 8-(1,4)-2-乙酰氨基-2-脱氧-D-葡聚糖，也稱為 聚（N-乙酰基-D-葡糖胺）。甲壳质的单体以 β-1,4-糖苷键连接，链长可达几百个N-乙酰葡糖胺单位。

## 描述

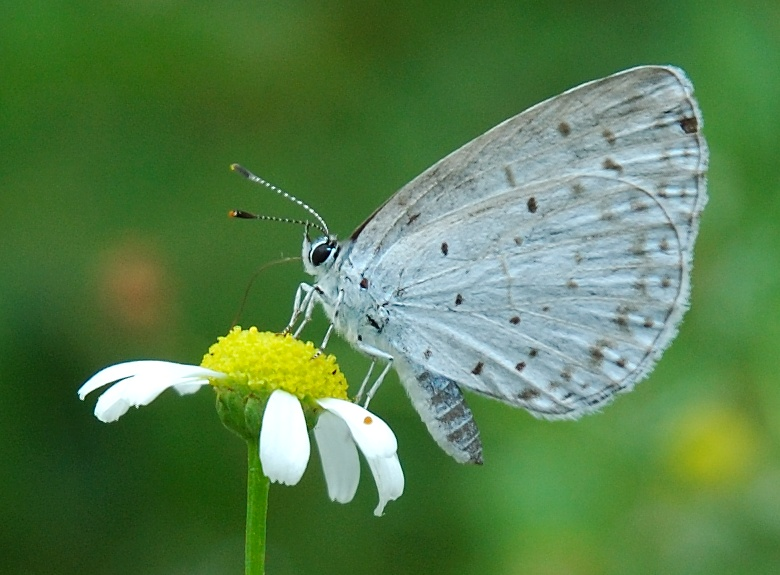
蝴蝶的頭部和胸部由堅硬的甲殼質板覆蓋，而腹部由柔軟的甲殼質覆蓋，翅膀也是一層甲殼質膜。

幾丁質為長鏈狀聚合物，是由約8000個葡萄糖的衍生物，N-乙酰葡糖胺作為單體聚合而成。幾丁質是自然界的一種半透明而堅固的材料，常見於真菌的細胞壁、節肢動物（如蝦、蟹、昆蟲、蠍子、蜈蚣）的外骨骼、軟體動物的齒舌或喙突、魚鱗。蝴蝶翅膀的鱗片上常有由幾丁質構成的層狀、柱狀或三維的纳米晶體結構，因其可发生薄膜干涉而產生虹彩光澤。
幾丁質與屬多醣的纖維素類似，都會構成奈米纖維或細毛狀的晶體結構。在實際功能上，則近於構成皮膚的角蛋白，因為具有這些特性，幾丁質在醫學和工業上具有實用價值。
甲殼質是 N-乙醯-D-胺基葡萄糖 多醣體，一同用 β-1,4模式（以相似的模式形成纖維素的葡萄糖單位），實際上甲殼質可能即是有一組氫氧根在一乙醯組替換的每單體纖維素上，增加在氫結合的聚合物之間，使聚合物增加強度。
甲殼質半透明、易彎、有彈性、十分堅韌，不過在節肢動物中它經常被更變，透過嵌入變硬的蛋白質基體裡，形成大部份的外骨骼。通常昆蟲的外骨骼不會更換，但幼蟲或是蝦蟹類會換殼，因為甲殼質構成的外殼不會成長。
甲殼質是天然聚合物之一。透過如細菌的微生物分泌的甲殼酶可加速破壞它的結構，由於甲殼質的分解對簡單的醣類有感受器。如果需分析甲殼質，可藉由生產酶，透過它把甲殼質分解到單醣和氨水。另外，儘管人類在食用蝦或者螃蟹等節肢動物時會剝殼，但實際上並不需要，人類和哺乳類體內有消化甲殼質的酶，可以直接將吃掉的甲殼質分解成養分。
甲殼質與殼聚醣（一個幾丁質的更水溶性的纖維質衍生物，也稱甲殼質）密切相關。它和化學的纖維素緊密相關，因為它是一種葡萄糖衍生物的長鏈，兩種物質共構保護生物體。

## 詞源
“几丁”质是由英语  错误读音音译（/k/ 误为 /t͡ʃ/ ；/aɪ/ 误为 /ɪ/，古希腊语读作 /i/），而英语的 chitin 則是來自法語 ，最早出現在1821年。更早在拉丁語中便已經以  稱軟體動物，係取詞自古希臘語的 [χιτον（khitōn）] 错误：{{Lang}}：無法辨識代碼 gre（帮助），意為「襯衣」或「罩袍」。此詞彙可再追溯到中閃米特語支的 kittan，係阿卡德語之 kitû 或 kita'um ，意思是亞麻或亞麻布，也可溯至蘇美語的 gada 或 gida。

## 歷史
1821年，法國南锡的植物園主管昂利·巴康諾特发现在真菌中有不溶于硫磺酸的物质。他稱之為「Fungine」。

## 性质
幾丁質為白色無定性固體，不溶於水、弱酸鹼液及有機溶劑，溶於濃鹽酸；用酸可完全水解成甲殼胺（2-氨基葡萄糖）。
甲壳低聚糖（Chitooligosaccharides，簡寫CHOS）是由殼聚糖（chitosan）經水解後產生的一類低聚合度（n=2～20）、是指2個～10個單糖以糖苷鍵連接而成的糖類總稱，分子式为(C6H11O4N)n。

## 用途

### 分解甲醛
甲殼質經過特殊專利的制程與製備方式，經過脫乙酰後具有強大反應性的胺基(-NH2)可與許多有害氣體進行化學反應，因此對於逸散至空氣中的甲醛、TVOC等有毒氣體皆能將其補捉分解，並轉化成水和「肟」，對去除甲醛有強大的功效，無二次污染問題，達到最終淨化空氣之目的。2008年北京奧運比賽埸所及奧運村均使用甲殼質來處理甲醛污染問題。

### 工業上
甲殼質在工業上被用於許多不同的用處。甲殼質被用於水和廢水淨化，作為穩定食物的食品添加劑和藥品。甲殼質還可以作為染料、織物、黏合劑。工業的分離薄膜和離子交換樹脂可用甲殼質製成。紙類加工時也使用甲殼質增加強度及修飾物化性。

### 醫藥上
將甲殼質或殼聚糖紡成纖維，進而加工成外科用的可吸收手術縫合線、傷口敷料、人造皮膚等醫用材料。
甲殼質另外有一些不尋常的特性，例如加速人體傷口癒合，甲殼質甚至成為一個單獨的傷口癒合劑。
在生醫材料上的相關應用研究非常多，目前認為其具有良好的生物相容性、無生物毒性、價格低廉、容易改質、機械強度較好等優點。
在高的甲殼質濃度的環境下，如使用貝殼類處理器相關聯的工作，很容易發生哮喘。最近的研究表明，甲殼質在人的過敏性疾病，可能在一種途徑中發揮作用。具體而言，以甲殼質處理的小鼠，發生過敏性反應，其特徵在於：白細胞介素-4表達的先天免疫細胞的積聚。

### 美容上
甲殼質對細胞無排斥力，具有修復細胞之功效，並能減緩過敏性肌膚。甲殼質中亦含有高效保溼成份，它的β葡聚醣也能有效使肌膚含水保溼。

## 外部連結
- 湛藍奇蹟：蝦蟹殼中的寶貝–幾丁質 （页面存档备份，存于） - 科技大觀園 - 科技部
- 馬蹄鐵蟹幾丁質研究